# Fort Arbuckle (Oklahoma)
Le fort Arbuckle est un ancien poste militaire de la United States Army établi le 22 août 1850 au sud de la Canadian River dans l'actuel Oklahoma. Nommé en l'honneur du colonel Matthew Arbuckle (en), il était destiné à contrer les attaques des Indiens des Plaines sur les convois d'émigrants empruntant les routes vers le Nouveau-Mexique et la Californie ainsi que sur les villages des Chicachas installés dans le Territoire indien.
Lors de la guerre de Sécession, la garnison fut évacuée le 5 mai 1861 et le fort fut occupé par des troupes du Texas au nom de la Confédération. Réoccupé par les troupes fédérales à partir du 18 novembre 1866, il fut définitivement abandonné le 24 juin 1870.